# Maebashi (stacja kolejowa)
Maebashi (jap. 前橋駅 Maebashi-eki) – stacja kolejowa w Maebashi, w prefekturze Gunma, w Japonii. Znajdują się tu 2 perony.